# Sourdon (ruisseau)
Pour les articles homonymes, voir Sourdon.
Le Sourdon est un petit ruisseau français du département de la Marne, en région Champagne-Ardenne qui nait de plusieurs sources dans le parc du Sourdon, sur la commune de Saint-Martin-d'Ablois et qui se jette dans le Cubry.
Le ruisseau n'est long que de 1,2 km et le site des sources est inscrit depuis 1943. 